# 綠谷 (加利福尼亞州索拉諾縣)
綠谷（英語：Green Valley）是位於美國加利福尼亞州索拉諾縣的一個人口普查指定地區。

## 地理
綠谷的座標為38°15′34″N 121°09′52″W / 38.25944°N 121.16444°W，而該地最高點為海拔高度35米（即115英尺）。

## 人口
根據2010年美國人口普查的數據，綠谷的面積為21.522平方千米，當中陸地面積為21.518平方千米，而水域面積為0.004平方千米。當地共有人口1625人，而人口密度為每平方千米75人。